# Justicia oaxacana
Justicia oaxacana är en akantusväxtart som först beskrevs av Jesse More Greenman, och fick sitt nu gällande namn av T.E Daniel. Justicia oaxacana ingår i släktet Justicia och familjen akantusväxter. Inga underarter finns listade i Catalogue of Life.